# رباعي بروميد تيلوريوم
 رباعي بروميد تيلوريوم  (بالإنجليزية: Tellurium tetrabromide)‏ مركب كيميائي له الصيغة TeBr4 ، ويكون على شكل بلورات صفراء برتقالية .